# Butzbach
Butzbach É uma cidade alemã no estado de Hessen. Está ao norte de Frankfurt am Main.
Nela encontram-se traços arqueológicos que atestam o domínio da população de origem romana pelo menos desde o ano 90 d. C. durante quase duzentos anos.
O muro Limes cruza a parte noroeste da cidade.
A Hexenturm (torre da bruxa) é uma das construções históricas da cidades.